# أخلاق الاستحسان
نظرية مثالية في علم الأخلاق، يعرّف فيها الخيّر بأنه ذلك الذي يقبله المرء. وطبقاً لمن يمارس الاستحسان (الحس الأخلاقي للإنسان، أو المجتمع مفهوماً على أنه مجمل الأفراد) تنقسم الاخلاق الاستحسانية إلى نظريات استحسانية لاهوتية وسيكولوجية واجتماعية.
ومن الأمثلة على النظريات الأولى، نظريات السويسريين (كارل بارت، واميل برونر)، وفي الولايات المتحدة الأمريكية (بول تيليتش، وراينهولد، وريتشارد نايبور). ويرجع ظهور نظرية الحس الأخلاقي للإنسان إلى القرنين السابع عشر والثامن عشر في إنجلترا (بواسطة انطوني شافتتسبري، وآدم سميث، وهيوم). وقد أقامها في القرن العشرين الفنلندي ادوارد وسترمارك، والأمريكي آرثر روجرز، وغيرهما. وطور هذه النظرية في شكلها الثالث الفرنسيين اميل دوركايم ولوسيان ليفي بريل.
وليس لهذه النظريات أي أساس علمي فهي نظريات إرادية وذاتية وتنكر المعايير الموضوعية لعلم الأخلاق.